# Биг Брадър енд дъ Холдинг Къмпани
„Биг Брадър енд дъ Холдинг Къмпани“ (на английски: Big Brother and the Holding Company) е рок група в Сан Франциско, САЩ.
Тя е създадена през 1965 година в Сан Франциско, в периода на формиране на психеделичния рок. Има най-голям успех през първите няколко години от съществуването си, когато вокалист на групата е Джанис Джоплин. Групата се разделя през 1972 година и е възстановена през 1987 година и през 90-те години издава два студийни албума.